# نقاشی پشت شیشه (کتاب)
نقاشی پشت شیشه کتابی از هادی سیف است که در سال ۱۳۷۱ منتشر و در مراسم کتاب سال جمهوری اسلامی ایران به‌عنوان کتاب شایسته تقدیر معرفی شد.
این کتاب از مهم‌ترین منابع راجع به نقاشی پشت شیشه است و تا مدت‌ها تنها منبع موجود به زبان فارسی بود.
این کتاب باعث شد تا این هنر در میراث مکتوب ایرانیان ثبت شود.